# Vicariato apostolico di Phnom-Penh

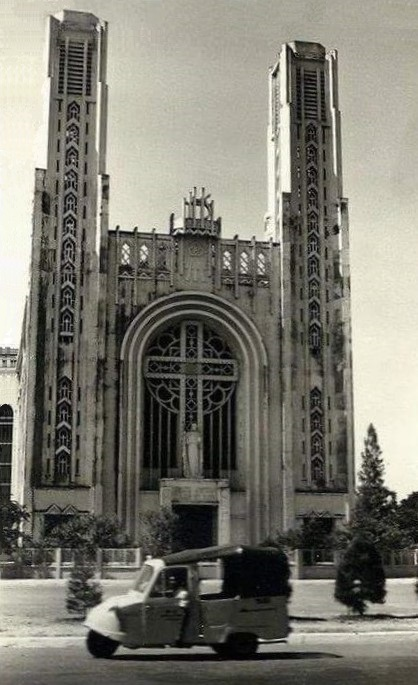
La cattedrale di San Giuseppe, demolita nel 1975 dai Khmer rossi.

Il vicariato apostolico di Phnom-Penh (in latino Vicariatus Apostolicus de Phnom-Penh) è una sede della Chiesa cattolica in Cambogia immediatamente soggetta alla Santa Sede. Nel 2022 contava 12.000 battezzati su 6.400.000 abitanti. È retto dal vescovo Olivier Schmitthaeusler, M.E.P.

## Territorio
Il vicariato apostolico comprende le città di Phnom Penh, Kep e Sihanoukville e anche le province di Kandal, Takéo, Kampong Speu, Kampot e Koh Kong.
Sede del vicariato è la città di Phnom Penh, capitale della Cambogia, dove funge da cattedrale la chiesa di San Giuseppe.
Il territorio si estende su 32.063 km² ed è suddiviso in 10 parrocchie.

## Storia
Il vicariato apostolico della Cambogia fu eretto il 30 agosto 1850 con il breve Quoties benedicente di papa Pio IX, ricavandone il territorio dal vicariato apostolico della Cocincina occidentale (oggi arcidiocesi di Hô Chí Minh).
Il 22 luglio 1870 si ampliò in forza del breve Ecclesiae universae dello stesso papa Pio IX, tramite l'incorporazione di alcuni territori appartenuti al vicariato apostolico della Cocincina occidentale e al vicariato apostolico del Siam (oggi arcidiocesi di Bangkok).
Il 3 dicembre 1924 assunse il nome attuale in forza del decreto Ordinarii Indosinensis della Congregazione di Propaganda Fide.
Il 20 settembre 1955 ha ceduto una porzione del suo territorio a vantaggio dell'erezione del vicariato apostolico di Cần Thơ (oggi diocesi).
Il 26 settembre 1968 ha ceduto ancora porzioni del suo territorio a vantaggio delle prefetture apostoliche di Battambang e di Kompong-Cham.
Durante il regime dei Khmer rossi tutte le religioni furono messe fuorilegge. I cattolici, particolarmente i sacerdoti, furono perseguitati dal regime. Fra le vittime che furono massacrate o uccise nei cosiddetti campi di rieducazione vi erano soprattutto cattolici, musulmani Cham, cinesi e vietnamiti, anche se la stragrande maggioranza delle vittime era cambogiana. Inoltre, la maggior parte delle chiese, tra cui anche la cattedrale, fu distrutta. I cattolici vietnamiti, i quali costituivano la maggior parte dei cattolici in Cambogia, furono espulsi dal paese. Come risultato di tutto questo, il numero di cattolici nel territorio del vicariato è caduto da circa 30.000 a meno di 10.000. Nel 1990 la nuova costituzione della Cambogia ha concesso la libertà di culto.

## Cronotassi dei vescovi
Si omettono i periodi di sede vacante non superiori ai 2 anni o non storicamente accertati.
- Jean-Claude Miche, M.E.P. † (27 agosto 1850 - 1869 dimesso)
- Marie-Laurent-François-Xavier Cordier, M.E.P. † (18 giugno 1882 - 14 agosto 1895 deceduto)
- Jean-Baptiste Grosgeorge, M.E.P. † (28 gennaio 1896 - 1º marzo 1902 deceduto)
- Jean-Claude Bouchut, M.E.P. † (23 luglio 1902 - 17 dicembre 1928 deceduto)
- Valentin Herrgott, M.E.P. † (17 dicembre 1928 succeduto - 23 marzo 1936 deceduto)
- Jean-Baptiste-Maximilien Chabalier, M.E.P. † (2 dicembre 1937 - 11 giugno 1955 deceduto)
- Gustave Raballand, M.E.P. † (29 febbraio 1956 - aprile 1962 dimesso)
- Yves Ramousse, M.E.P. † (12 novembre 1962 - 30 aprile 1976 dimesso)
- Joseph Chhmar Salas † (30 aprile 1976 succeduto - settembre 1977 deceduto)
  - Sede vacante (1977-1992)
- Yves Ramousse, M.E.P. † (6 luglio 1992 - 14 aprile 2001 dimesso) (per la seconda volta)
- Émile Destombes, M.E.P. † (14 aprile 2001 - 1º ottobre 2010 ritirato)
- Olivier Schmitthaeusler, M.E.P., succeduto il 1º ottobre 2010

## Statistiche
Il vicariato apostolico nel 2022 su una popolazione di 6.400.000 persone contava 12.000 battezzati, corrispondenti allo 0,2% del totale.
| anno | popolazione | popolazione | popolazione | presbiteri | presbiteri | presbiteri | presbiteri                | diaconi | religiosi | religiosi | parrocchie |
| anno | battezzati  | totale      | %           | numero     | secolari   | regolari   | battezzati per presbitero | diaconi | uomini    | donne     | parrocchie |
| ---- | ----------- | ----------- | ----------- | ---------- | ---------- | ---------- | ------------------------- | ------- | --------- | --------- | ---------- |
| 1950 | 109.224     | 4.500.000   | 2,4         | 106        | 80         | 26         | 1.030                     |         | 39        | 504       | 49         |
| 1970 | 32.920      | 2.635.000   | 1,2         | 62         | 33         | 29         | 530                       |         | 51        | 268       | 32         |
| 1973 | 5.335       | 3.000.000   | 0,2         | 26         | 15         | 11         | 205                       |         | 14        | 47        | 9          |
| 1999 | 12.700      | 4.326.000   | 0,3         | 19         | 6          | 13         | 668                       |         | 17        | 51        | 3          |
| 2000 | 13.000      | 4.330.000   | 0,3         | 10         | 6          | 4          | 1.300                     |         | 8         | 51        | 3          |
| 2001 | 13.500      | 4.326.000   | 0,3         | 20         | 10         | 10         | 675                       |         | 14        | 48        | 3          |
| 2002 | 13.250      | 4.400.000   | 0,3         | 17         | 2          | 15         | 779                       |         | 19        | 51        | 4          |
| 2003 | 8.480       | 4.500.000   | 0,2         | 20         | 2          | 18         | 424                       |         | 23        | 42        | 4          |
| 2004 | 15.382      | 4.550.000   | 0,3         | 24         | 2          | 22         | 640                       |         | 33        | 45        | 4          |
| 2010 | 13.283      | 5.287.000   | 0,3         | 72         | 32         | 40         | 184                       |         | 70        | 75        | 6          |
| 2014 | 14.510      | 6.699.000   | 0,2         | 41         | 1          | 40         | 353                       |         | 74        | 75        | 7          |
| 2017 | 12.188      | 6.007.582   | 0,2         | 44         | 3          | 41         | 277                       |         | 76        | 90        | 9          |
| 2020 | 11.350      | 6.092.300   | 0,2         | 42         | 3          | 39         | 270                       |         | 61        | 100       | 9          |
| 2022 | 12.000      | 6.400.000   | 0,2         | 45         | 4          | 41         | 266                       |         | 67        | 110       | 10         |